# Чекуново
Чекуно́во (рос. Чекуново) — село у складі Туринського міського округу Свердловської області.
Населення — 282 особи (2010, 312 у 2002).
Національний склад населення станом на 2002 рік: росіяни — 96 %.